# Fourplay (album)
Pour les articles homonymes, voir Fourplay (homonymie).
Albums de Sensational Alex Harvey Band
SAHB Stories
(1976) Rock Drill
(1978)
Fourplay, sorti au début de 1977, est le huitième album du groupe de rock écossais The Sensational Alex Harvey Band.

## L'album
Toutes les compositions de l'album sont signées par le groupe.

Occupé à un autre projet, Alex Harvey ne participe pas à l'enregistrement de ce huitième album. Les parties vocales seront essentiellement assurées par Hugh McKenna qui s'était déjà exercé au chant dans Tear Gas.

Alex Harvey absent, le groupe s'est rebaptisé SAHB (Without Alex) pour la sortie de l'album.

Dernier album avec Hugh McKenna.

## Les musiciens
- Zal Cleminson : guitare
- Chris Glen : basse
- Ted McKenna : batterie
- Hugh McKenna : voix, claviers

## Les titres
1. Smouldering - 5 min 33 s
2. Chase It Into the Night - 5 min 31 s
3. Shake Your Way to Heaven - 5 min 12 s
4. Outer Boogie - 5 min 02 s
5. Big Boy - 4 min 57 s
6. Pick It Up and Kick It - 4 min 28 s
7. Love You For a Life Time - 5 min 10 s
8. Too Much American Pie - 6 min 15 s

## Informations sur le contenu de l'album
- Pick It Up and Kick It sera le single de l'album.